# Vipera orlovi
Vipère d'Orlov
Espèce
Statut de conservation UICN

 CR B1ab(i,v); C2a(i) : 
En danger critique
Vipera orlovi, parfois appelée Vipère d'Orlov, est une espèce de serpents de la famille des Viperidae.

## Répartition
Cette espèce est endémique de la partie caucasienne de la Russie.

## Description
C'est un serpent venimeux. Il est considéré comme en danger critique d'extinction par l'UICN.

## Étymologie
Cette espèce est nommée en l'honneur de l'herpétologiste russe Nikolai Lutseranovich Orlov.

## Publication originale
- Tuniyev & Ostrovskikh, 2001 : Two new species of vipers of "kaznakovi" complex (Ophidia, Viperidae) from western Caucasus'. Russian Journal of Herpetology, vol. 8, n. 2, p. 117-126.